# 巴曲 (金沙江)
巴曲又名巴塘河，是中国长江流域的一条河流，汇入金沙江左岸，属于金沙江水系。河长140千米，流域面积3100平方千米，年均流量54立方米每秒。自然落差2120米。水能理论蕴藏量3万千瓦。